# پاتریارک انطاکیه
پاتریارک انطاکیه (ἐπίσκοπος) عنوانی سنتی است که به اسقف کلیسای انطاکیه (در شهر امروزی انطاکیه در ترکیه) داده می‌شود. از آنجا که انطاکیه نخستین جامعه مسیحی غیر یهودی را در خود جای داده بود، مقام اسقف این شهر از آغاز مسیحیت پولسی اهمیت ویژه‌ای داشت. این اسقف‌نشین یکی از معدود مناطقی است که اسامی اسقف‌های آن از زمان حواریون تا به امروز حفظ شده است.
امروزه پنج کلیسا از عنوان پاتریارک انطاکیه استفاده می‌کنند:
- یک کلیسای مسیحیت ارتدکس شرقی یعنی پاتریارک‌نشین ارتدکس یونانی انطاکیه
- یک کلیسای کلیساهای ارتدکس مشرقی یعنی کلیسای ارتدکس سریانی
- سه کلیسای کلیسای کاتولیک شرقی یعنی کلیسای مارونی، کلیسای کاتولیک سریانی و کلیسای کاتولیک یونانی پادشاهی

## تاریخچه
بر اساس سنت کلیسای اولیه، این پاتریارک‌نشین کهن توسط پطرس، یکی از حواریون، بنیان‌گذاری شد. جانشینی پاتریارکی در سال ۳۶۲ میلادی، در زمان ملتیوس انطاکیه، مورد اختلاف قرار گرفت و بار دیگر پس از شورای خلقیدون در سال ۴۵۱ میلادی، دو گروه رقیب ملکی و مخالفان شورای خلقیدون بر سر این منصب با یکدیگر اختلاف پیدا کردند.
در قرن هفتم میلادی، نزاع بر سر جانشینی در کلیسای ملکی موجب شد که مارونی‌ها نیز اقدام به تعیین یک پاتریارک مارونی کنند. پس از نخستین جنگ صلیبی، کلیسای کاتولیک اقدام به تعیین یک پاتریارک لاتین انطاکیه کرد، اما پس از محاصره انطاکیه (۱۲۶۸)، این مقام تنها عنوانی افتخاری شد و در نهایت در سال ۱۹۶۴ میلادی به‌طور کامل لغو شد.
در قرن هجدهم میلادی، اختلافات بر سر جانشینی در کلیساهای ارتدکس یونانی انطاکیه و کلیسای ارتدکس سریانی منجر به ایجاد شاخه‌هایی شد که به اتحاد با کلیسای کاتولیک رم پیوستند و مدعیان جدیدی برای منصب پاتریارکی به وجود آمدند:
- پاتریارک کاتولیک یونانی ملکی انطاکیه
- پاتریارک کاتولیک سریانی انطاکیه

اسقف‌های ارتدکس این کلیساها همچنان به‌عنوان پاتریارک ارتدکس یونانی انطاکیه و پاتریارک ارتدکس سریانی انطاکیه شناخته می‌شوند.